# 메르세데스-벤츠 OM647 엔진
메르세데스-벤츠 OM647 엔진(영어: Mercedes-Benz OM647 engine)은 메르세데스-벤츠에서 2002년부터 2006년까지 생산했던 5기통 직렬 디젤 엔진이다.